# Especial Sertanejo
Especial Sertanejo foi um programa de auditório musical exibido pela Record entre 1983 e 2000

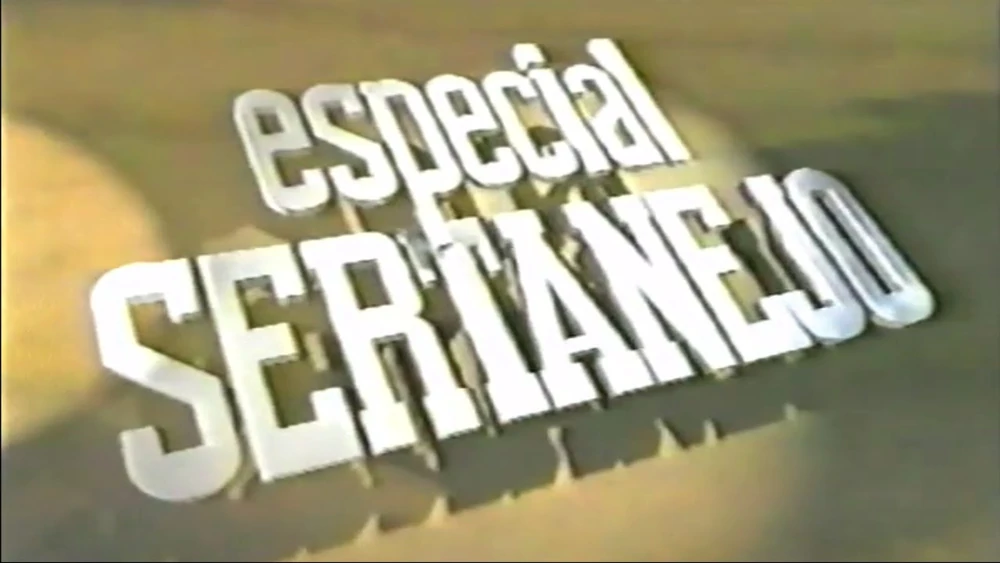

## O Programa
A atração, como o próprio nome sugere, recebia cantores sertanejos, entre novos e veteranos. Foi o programa mais tradicional do estilo na TV Brasileira. Inicialmente era um programa mensal, depois se tornou quinzenal, e posteriormente semanal. No começo, era apresentado por Zé Russo, e depois por Marcelo Costa e Donizetti. Foi um dos poucos programas da Record antes da compra da emissora por Edir Macedo à ser exibido na nova fase.
Saiu do ar em 2000, com 17 anos de existência. O Especial Sertanejo foi extinto porque na época, a Record promovia uma grande reformulação na sua programação e em seu público alvo.

## referencias:
1. R7 – Record TV. Chitãozinho & Xororó e Marcelo Costa relembram o programa Especial Sertanejo da Record TV. Programa do Porchat. 5 set. 2018. Disponível em: https://record.r7.com/programa-do-porchat/fotos/chitaozinho-xororo-e-marcelo-costa-relembram-o-programa-especial-sertanejo-da-record-tv-05092018/. Acesso em: 12 ago. 2025.Record
2. R7 – Record TV. Record 70 Anos: Marcelo Costa se emociona ao relembrar o sucesso do Especial Sertanejo. Domingo Espetacular. 27 jul. 2023. Disponível em: https://record.r7.com/domingo-espetacular/record-70-anos-uma-historia-espetacular/videos/record-70-anos-marcelo-costa-se-emociona-ao-relembrar-o-sucesso-do-especial-sertanejo-27072023/. Acesso em: 12 ago. 2025.
3. .TVPedia Brasil. Especial Sertanejo. Fandom. Disponível em: https://tvpediabrasil.fandom.com/pt-br/wiki/Especial_Sertanejo. Acesso em: 12 ago. 2025.

1. ↑  «Chitãozinho & Xororó e Marcelo Costa relembram o programa Especial Sertanejo da Record TV». Record. 5 de setembro de 2018. Consultado em 12 de agosto de 2025
2. ↑  «Record 70 Anos : Marcelo Costa se emociona ao relembrar o sucesso do Especial Sertanejo». Record. 10 de abril de 2023. Consultado em 12 de agosto de 2025